# Maryna Sluckaja
Maryna Uladzimiraŭna Sluckaja (in bielorusso Марына Уладзіміраўна Слуцкая?; 9 luglio 1991) è una judoka bielorussa.

## Palmarès
- Europei

Varsavia 2017: oro nei +78kg.
- Universiadi

Kazan 2013: bronzo nei +78kg.
- Campionati europei under 23

Sarajevo 2009: bronzo nei +78kg
Tyumen 2010: bronzo nei +78kg
- Campionati europei juniores

Varsavia 2008: argento nei +78kg
Samokov 2010: argento nei +78kg

### Vittorie nel circuito IJF
| Data          | Località | Paese   | Categoria |
| ------------- | -------- | ------- | --------- |
| 2 aprile 2017 | Tbilisi  | Georgia | Gran Prix |